# AC/DC
AC/DC는 1973년 오스트레일리아 뉴사우스웨일스주 시드니에서 스코틀랜드 출신 형제 맬컴과 앵거스 영에 의해 결성된 오스트레일리아의 록 밴드이다. 그들의 음악은 하드 록, 블루스 록, 헤비 메탈로 다양하게 묘사되었지만, 밴드는 그것을 단순히 "로큰롤"이라고 부른다.
AC/DC는 그들의 첫 번째 음반인 1975년 《High Voltage》를 발매하기 전에 몇 가지 라인업 변화를 겪었다. 멤버십은 기타리스트 영 형제, 보컬리스트 본 스콧, 드러머 필 러드, 베이시스트 마크 에번스를 중심으로 안정되었다. 에번스는 1977년 밴드에서 해고되었고 1978년 《Powerage》 이후 모든 AC/DC 음반에 참여했던 클리프 윌리엄스로 대체되었다. 1980년 2월, 그들의 획기적인 음반 《Highway to Hell》이 발매된 지 약 7개월 만에 스콧은 심한 음주로 인해 급성 알코올 중독으로 사망했다. AC/DC는 해체를 고려했지만 스콧의 가족의 요청으로 남은 멤버들은 밴드를 계속하기로 결정했고, 오랜 조르디의 보컬리스트 브라이언 존슨을 스콧의 후임으로 영입했다. 그 해 말, 밴드는 존슨과 함께 첫 번째 음반 《Back in Black》을 발매했는데, 이 음반은 스콧을 추모하기 위해 헌정되었다. 이 음반은 AC/DC를 성공으로 이끌었고, 역대 가장 많이 팔린 음반 중 하나가 되었다.
이 밴드의 여덟 번째 스튜디오 음반인 《For Those About to Rock We Salute You》 (1981년)는 미국에서 1위에 오른 첫 번째 음반이다. 그들의 다음 음반인 《Flick of the Switch》 (1983년)가 발매되기 전에, 러드는 밴드를 떠나 사이먼 라이트로 대체되었고, 1989년에 크리스 슬레이드로 교체되었다. 이 밴드는 90년대 초 열두 번째 스튜디오 음반 《The Razors Edge》 (1990년)의 발매와 함께 상업적인 부활을 경험했다. 러드는 이후 《Ballbreaker》 (1995년)를 시작으로 이 밴드와 함께 5장의 음반을 더 녹음했다. 그들의 열다섯 번째 스튜디오 음반인 《Black Ice》는 2008년 두 번째로 많이 팔린 음반이었고, 그들의 가장 큰 차트는 《For Those About to Rock We Salute You》 이후 히트했고, 결국 전 세계적으로 1위에 올랐다.
밴드의 라인업은 맬컴 영이 조기 치매 (2017년 사망)로 은퇴하고 러드의 법적 문제로 2014년까지 20년 동안 그대로였다. 맬컴은 AC/DC의 2014년 음반 《Rock or Bust》로 데뷔한 조카 스티비 영으로 대체되었고, 동반 투어에서 이전 드러머 크리스 슬레이드가 러드를 대신했다. 2016년, 존슨은 난청 악화로 인해 투어를 중단하라는 권고를 받았다. 건즈 앤 로지스의 프런트맨 액슬 로즈는 그 해의 나머지 날짜 동안 밴드의 보컬리스트로 참여했다. 장기 베이시스트이자 백 보컬리스트인 클리프 윌리엄스는 2016년 Rock or Bust World Tour가 끝날 때 AC/DC에서 은퇴했고 그룹은 4년간의 공백기에 들어갔다. 《Rock or Bust》 라인업의 재결합은 2020년 9월에 발표되었고 밴드의 열일곱 번째 스튜디오 음반 《Power Up》이 두 달 후에 발매되었다.

## 역사

### 결성 및 명칭 (1973년~1974년)
1973년 11월, 맬컴과 앵거스 영은 베이시스트 래리 반 크리트, 보컬리스트 데이브 에번스, 전 마스터스 어프렌티스의 드러머 콜린 버지스와 함께 AC/DC를 결성했다. 진 피어슨은 1973년 새해 전날 체커스 나이트클럽에서 연주하기 위해 밴드를 예약했다. 이 무렵, 앵거스 영은 그의 특징적인 교복 무대 의상을 채택했다. 그 아이디어는 그의 여동생 마가렛의 것이었다. 앵거스는 스파이더맨, 조로, 고릴라, 슈퍼앵글이라는 슈퍼맨의 패러디 등 다른 의상들을 시도했다. 초창기에, 밴드의 대부분의 멤버들은 어떤 형태로든 화려하거나 새틴 의상을 입었다. 무대 위에서, 에번스는 때때로 셔벗과 함께 원래 리드 싱어였던 밴드의 첫 매니저 데니스 러플린에 의해 대체되었다. 폴 스테닝의 책 《AC/DC: Two Sides To Every Glory》에서 에번스는 러플린과 사이가 좋지 않다고 언급했고, 이는 에번스에 대한 밴드의 씁쓸한 감정에도 기여했다.

이 밴드의 로고는 1977년 제럴드 우에르타에 의해 디자인되었다. 그것은 《Let There Be Rock》의 국제 버전에 처음 등장했다.

맬컴과 앵거스 영은 그들의 여동생인 마거릿 영이 재봉틀의 AC 어댑터에서 "AC/DC"라는 이니셜을 본 후 밴드 이름에 대한 아이디어를 개발했다. "AC/DC"는 "교류/직류" 전기를 의미하는 약어이다. 형제들은 이 이름이 그들의 음악에 대한 원기적인 에너지와 힘으로 움직이는 공연을 상징한다고 느꼈다. "AC/DC"는 오스트레일리아에서 "Acca Dacca"로 구어적으로 알려져 있지만 한 번에 한 글자씩 발음된다. AC/DC 밴드 이름은 "AC"와 "DC"를 구분하는 고압 기호로 스타일화되었으며, 국제 버전 《Dirty Deeds Done Dirt Cheap》을 제외한 모든 스튜디오 음반에서 사용되었다.
1974년 중반까지, 밴드는 강한 라이브 명성을 쌓았고, 이것은 방문한 루 리드를 위한 지원 슬롯으로 이어졌다. 1974년 어느 날 마이클 처그의 추천으로 멜버른의 베테랑 프로모터 마이클 브라우닝이 그의 클럽인 하드 록에서 연주하기 위해 밴드를 예약했다. 그는 그들의 글램 록 이미지에 만족하지 않았고 에번스가 밴드에 적합하지 않은 가수라고 느꼈지만, 영 형제의 기타 연주에 감명을 받았다. 얼마 지나지 않아, 그는 밴드로부터 전화를 받았고, 러플린은 매니저를 그만뒀고, 그들은 돈 없이 애들레이드에 갇혔다. 브라우닝은 그들을 보석하기로 동의했고 하드 록에서 다른 공연을 위해 그들을 예약했다. 공연 후, 그들은 그들의 형 조지와 해리 반다의 협력으로 그를 새로운 매니저로 데려가기로 동의했다. 영 형제는 멜버른 밴드 스카이훅스에 의해 이미 채택되었던 글램 록 이미지를 버리고 더 단단한 블루스 록 사운드를 추구하기로 결정했다. 이를 위해, 그들은 에번스가 그룹에 적합한 프론트맨이 아니라는 것에 동의했다. 이 무렵, 그들은 또한 그들이 하드 록에서 자주 연주했던 멜버른으로 기지를 옮겼다.

### 본 스콧 시대 (1974년~1980년)

#### 결성 (1974년~1976년)
1974년 9월, 친구인 빈스 러브그로브가 데이브 에번스를 조지 영에게 추천한 후, 프렌터니티 출신의 경험 많은 보컬리스트이자 조지 영의 친구인 본 스콧이 그를 대신했다. 스콧의 임명은 오디션이 그를 리드 싱어로 승진시킬 때까지 그 당시 밴드의 운전사로 일하는 것과 일치했다. 어린 형제들처럼, 스콧은 스코틀랜드에서 태어났고 어린 시절에 오스트레일리아로 이민을 갔다. 밴드는 에번스와 단 한 곡의 싱글 〈Can I Sit Next to You, Girl〉 / 〈Rockin' in the Parlour〉를 녹음했으며, 이 곡은 본 스콧과 함께 재작성 및 재녹음되었다.
1974년 10월, AC/DC는 그들의 첫 번째 스튜디오 음반 《High Voltage》를 녹음했다. 1975년 2월 17일 싱글 〈Baby, Please Don't Go〉 / 〈Love Song〉과 함께 오스트레일리아에서 독점 발매되었다. 이 음반은 10일밖에 걸리지 않았고, 스콧이 가사를 추가하고 영 형제가 작곡한 기악곡을 기반으로 했다. 몇 달 안에 밴드의 라인업은 안정화되었고, 스콧, 영 형제, 베이시스트 마크 에번스, 드러머 필 러드가 참여했다. 그 해 말에 그들은 싱글 〈It's a Long Way to the Top〉을 발매했고, 이를 위해 밴드가 플랫베드 트럭 뒤에서 노래를 따라하는 것을 특징으로 하는 프로그램 《카운트다운》을 위한 유명한 홍보 비디오가 만들어졌다. AC/DC는 1975년 12월 1일 두 번째 스튜디오 음반 《T.N.T.》를 발매했고, 이 음반 역시 오스트레일리아와 뉴질랜드에서만 발매되었다.
AC/DC는 1975년 선버리 팝 음악 축제에서 연주하기로 예정되어 있었지만, 헤드라이너 액트 딥 퍼플의 경영진과 스태프들과의 언쟁 이후 공연을 하지 않고 집으로 돌아갔다.
1974년과 1977년 사이에 ABC의 전국적으로 방송되는 팝 음악 텔레비전 쇼인 몰리 멜드럼의 《카운트다운》에 정기적으로 출연한 덕분에 AC/DC는 오스트레일리아에서 가장 인기 있고 성공적인 활동 중 하나가 되었다. 1977년 4월 3일의 공연은 20년 이상 동안 그들의 마지막 생방송 TV 출연이었다.

## 구성원

### 현재
- 앵거스 영 - 리드 기타
- 브라이언 존슨 - 리드 보컬
- 스티브 영 - 리듬 기타
- 클리프 윌리엄스 - 베이스, 보컬
- 필 러드 - 드럼

### 과거
- 말콤 영 - 리듬 기타, 보컬
- 데이브 에번스 - 보컬
- 래리 반 크리트 - 베이스, 보컬
- 콜린 버지스 - 드럼
- 롭 베일리 - 베이스, 보컬
- 피터 클라크 - 드럼
- 본 스콧 - 리드 보컬
- 조지 영 - 베이스, 보컬
- 토니 커런티 - 드럼
- 마크 에번스 - 드럼
- 액슬 로즈 - 리드 보컬[21]
- 사이먼 라이트 - 드럼
- 크리스 슬레이드 - 드럼

## 음반 목록
- 《High Voltage》 (1975년, 호주)
- 《T.N.T.》 (1975년, 호주)
- 《High Voltage》 (1976년, 국제 버전)
- 《Dirty Deeds Done Dirt Cheap》 (1976년)
- 《Let There Be Rock》 (1977년)
- 《Powerage》 (1978년)
- 《If You Want Blood You've Got It》 (1978년)
- 《Highway to Hell》 (1979년)
- 《Back in Black》 (1980년)
- 《For Those About to Rock We Salute You》 (1981년)
- 《Flick of the Switch》 (1983년)
- 《Fly on the Wall》 (1985년)
- 《Who Made Who》 (1986년)
- 《Blow Up Your Video》 (1988년)
- 《The Razors Edge》 (1990년)
- 《AC/DC Live》 (1992년)
- 《Ballbreaker》 (1995년)
- 《Stiff Upper Lip》 (2000년)
- 《Black Ice》 (2008년)
- 《Rock or Bust》 (2014년)
- 《Power Up》 (2020년)